# 포포로 사건
포포로 사건(일본어: ポポロ事件)은 도쿄 대학의 공인 학생 단체인 ‘포포로 극단’의 연극 발표회 도중에, 학생이 발표회장의 사복 경찰에게 폭행을 가한 사건이다. 일본국 헌법 제23조가 보장하는 학문의 자유에 포함된 대학 자치의 문제가 불거져, 일본 최고재판소까지 간 사건이기도 하다.

## 전개

### 발단
1952년 2월 20일, 포포로 극단은 도쿄 대학 혼고 캠퍼스에서 마쓰카와 사건을 주제로 한 연극 ‘언제의 일인가’(何時の日にか)를 공연했다. 이는 대학의 허가를 얻은 것이었다. 공연 도중에 관객중에 사복 경찰 3명이 있는 것을 발견한 학생들은 3명을 붙잡아 경찰 수첩을 빼앗고, 사죄문을 쓰게 했다. 그때 이 학생들은 나중에 폭력을 가했다는 이유로 폭력행위등처벌에관한법률에 의해 기소당하게 되었다.
1954년 5월 11일, 도쿄 지방재판소의 1심에서는 학생의 행위가 대학의 자치를 지키기 위한 것이라는 이유로 정당하다고 판시하고, 학생들에게 무죄를 선고했다. 2심인 도쿄 고등재판소에서 열린 1956년의 재판에서도 1심을 지지해 무죄를 선고했고, 검찰은 상고했다.

### 최고재판소 판결
1963년 5월 22일의 최고재판소 판결은 원심을 파기하고, 사건을 다시 도쿄 지방재판소로 환송했다.
최고재판소는 판결에서 “대학의 학문의 자유와 자치는 대학이 학술을 중심으로 하여 깊이 진리를 탐구하고, 전문적인 학예의 교수와 연구를 본질로 하는 것에 근거하기 때문에, 직접적으로는 교수 기타 연구자의 연구, 그 결과의 발표, 연구 결과의 교수의 자유와 이를 보장하기 위한 자치를 의미한다고 해석된다. 대학의 시설 및 학생은 이들 자유와 자치의 효과로서, 시설이 대학 당국에 의해 자치적으로 관리되어, 학생 또한 학문의 자유와 시설의 이용을 인정받는 것이다. (중략) 본 건의 집회는 사실상 학문적인 연구와 발표를 위한 것이 아니라, 실사회의 정치적 사회적 활동이며, 공개의 집회 또는 이에 준하는 것으로서, 대학의 학문의 자유와 자치는 이를 향유하지 않는다고 하지 않을 수 없다. 따라서 본 건 집회에 경찰관이 입회한 것은 대학의 학문의 자유와 자치를 범하는 것이 아니다.”라고 판시하였다.

### 환송 이후
1965년 6월 26일, 도쿄 지방재판소는 피고인에게 유죄를 선고하였다. 이후 항소(도쿄 고등재판소, 1966년 9월 14일)와 상고(최고재판소, 1973년 9월 14일)가 모두 기각되었다.